# Herbert Callen
Pour les articles homonymes, voir Callen (homonymie).
Herbert Bernard Callen (1919 – 22 mai 1993) est un physicien américain renommé pour ses travaux en thermodynamique.

## Biographie
Herbert Callen reçoit son diplôme de BSc à l'Université Temple à Philadelphie. Durant la seconde guerre mondiale il travaille au Projet Manhattan au Guided Missile Project à Université de Princeton. À la fin de la guerre il reprend ses études au MIT où il obtient son PhD en 1947 sous la direction de László Tisza,.
Il est connu pour ses travaux en thermodynamique en particulier pour l'établissement du théorème de fluctuation-dissipation et sur la théorie quantique du magnétisme.

## Distinctions
- Guggenheim Fellowship en 1972[5],
- médaille Elliot Cresson du Franklin Institute en 1984,
- conseiller du comité de Physique de la National Science Foundation, 1966-69 puis chairman à partir de 1969,
- compagnon de la Société américaine de physique,
- membre de l'Académie nationale des sciences des États-Unis en 1990.

## Ouvrage publié
- (en) Herbert B. Callen, Thermodynamics and an Introduction to Themostatistics, New York, John Wiley & Sons, 1985, 493 p. (ISBN 0-471-86256-8, lire en ligne)